# Куда не ступала нога человека
«Куда не ступала нога человека» (англ. Where No Man Has Gone Before) — третий эпизод первого сезона научно-фантастического телесериала «Звёздный путь». Был создан в 1965 году после пилотного эпизода «Клетка», отвергнутого NBC. Серия вышла на экраны 22 сентября 1966 года. 12 июля 1969 года серия стала первой показанной на территории Великобритании, каналом BBC.

## Сюжет
Звёздная дата — 1312.4: На «Энтерпрайз NCC-1701» попадают записи со звездолёта «Отважный», который несколько лет назад достиг края галактики. Судя по записям, у капитана этого звездолёта, попавшего в некую ловушку, не осталось иного выбора кроме уничтожения звездолёта. «Энтерпрайз» достигает края галактики, и та же самая сила, что в своё время остановила «Отважный», останавливает и «Энтерпрайз». Некоторое время спустя капитан Кирк замечает очень сильные изменения характера в своём старом друге, лейтенанте Гэри Митчелле.
Вскоре Митчелл получает огромные нечеловеческие способности: от простого перемещения объектов до управления сердечным ритмом. Спок считает, что единственное решение проблемы — смерть Митчелла, но Кирк не способен убить старого друга. Одновременно сильно портится его характер — Митчелл на глазах становится заносчивым и злым. Способности лейтенанта Митчелла растут и с каждым часом он становится всё более и более опасен. Спок выдвигает версию, что капитан «Отважного» уничтожил свой звездолёт, чтобы не дать подобным людям захватить власть в галактике. Гэри Митчелл подтверждает его версию, сообщая Кирку и Споку, что он стал богом и собирается управлять всеми людьми.
Вместо этого он ссылает лейтенанта на необитаемую планету. Однако попав на поверхность, Митчелл убивает охрану и убегает, забрав с собой доктора Денер, которая также обладает псионическими способностями, хотя и в меньшей степени. Кирк, вооружённый фазером, следует за ними, а Митчелл пытается убить капитана, используя свои невероятные способности. Скоро доктор Денер понимает, насколько лейтенант Митчелл опасен и жесток, она пытается помочь капитану Кирку. Митчелл убивает доктора, но, прежде, чем он снова обращает внимание на Кирка, тот успевает с помощью фазера создать оползень, под которым погибает Митчелл. Позже Спок признаётся Кирку, что впервые в жизни он почувствовал что-то похожее на человеческие эмоции.

## Оценки
В 2016 году The Hollywood Reporter поставил эпизод на 23-е место среди лучших телевизионных эпизодов всех телевизионных франшиз «Звёздный путь», включая живые выступления и мультсериалы, но не считая фильмы.